# Женская сборная Испании по гандболу
Женская сборная Испании по гандболу — гандбольная сборная, представляющая Испанию на женских чемпионатах мира и Европы по гандболу, а также женских гандбольных турнирах Олимпийских и Средиземноморских игр. Основные успехи к испанкам пришли с конца 2000-х годов. Бронзовый призёр Олимпийских игр 2012 года, призёр чемпионатов мира 2011 и 2019 годов, призёр чемпионатов Европы 2008 и 2014 годов.

## Достижения

### Олимпийские игры
- 1992: 7-е место[1]
- 1996: Не квалифицировалась
- 2000: Не квалифицировалась
- 2004: 6-е место[2]
- 2008: Не квалифицировалась
- 2012:  3-е место
- 2016: 6-е место
- 2020: 9-е место
- 2024: 12-е место

### Чемпионаты мира
- 1993: 15-е место
- 1995—1999: Не квалифицировалась
- 2001: 10-е место
- 2003: 5-е место
- 2005: Не квалифицировалась
- 2007: 10-е место
- 2009: 4-е место
- 2011: 3-е место
- 2013: 9-е место
- 2015: 12-е место
- 2017: 11-е место
- 2019: 2-е место
- 2021: 4-е место
- 2023: 13-е место

### Чемпионаты Европы
- 1994: Не квалифицировалась
- 1996: Не квалифицировалась
- 1998: 12-е место
- 2000: Не квалифицировалась
- 2002: 13-е место
- 2004: 8-е место
- 2006: 9-е место
- 2008: 2-е место
- 2010: 11-е место
- 2012: 11-е место
- 2014: 2-е место
- 2016: 11-е место
- 2018: 12-е место
- 2020: 9-е место
- 2022: 9-е место
- 2024 — 13-е место

### Средиземноморские игры
- 1979:  2-е место
- 1987:  2-е место
- 1991:  2-е место
- 1993:  2-е место
- 1997: 5-е место
- 2001:  2-е место
- 2005:  1-е место[3]
- 2009: 4-е место
- 2013: 5-е место
- 2018:  1-е место